# Piper riozulianum
Piper riozulianum är en pepparväxtart som beskrevs av Trel. & Yunck.. Piper riozulianum ingår i släktet Piper och familjen pepparväxter. Inga underarter finns listade i Catalogue of Life.